# Marcello Fois

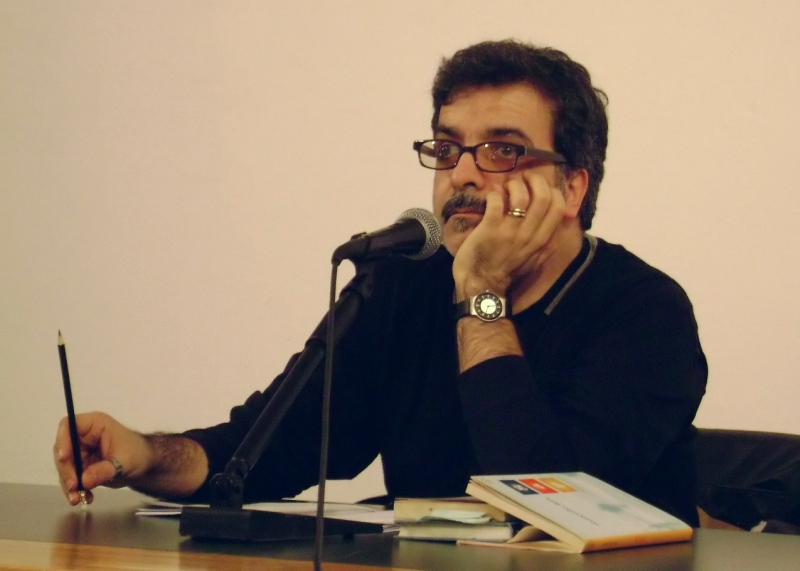
Marcello Fois (2008)

Marcello Fois (* 20. Januar 1960 in Nuoro, Provinz Nuoro) ist ein italienischer Schriftsteller aus Sardinien.

## Leben
Fois lebt als Verfasser von Kriminalromanen derzeit (2010) in Bologna. Zusammen mit seinen Kollegen Carlo Lucarelli und Loriano Macchiavelli gründete Fois die Gruppo 13, eine Art Literaturkooperative von Autoren aus der Emilia-Romagna (Norditalien).

## Werke (Auswahl)
Drehbücher
- Andrea Frazzi (Regie): Certi Bambini. 2004.

Erzählungen
- Die Leiden des Commissario Curreli. Roman („Piccole storie nere“). List-Taschenbuchverlag, Berlin 2005, ISBN 978-3-548-60533-3.
- Nulla. Il Maestrale, Nuoro 1999, ISBN 88-86109-24-5.

Romane
- Besser als tot. Roman („Meglio morti“). Scherz-Verlag, München 2000, ISBN 3-502-51741-X.
- Die blaue Zunge. Ein Fall für Avvocato Bustianu; Roman („L'altro Mondo“). Heyne, München 2004, ISBN 3-453-87366-1.
- Himmelsblut. Ein Fall für Avvocato Bustianu; Roman („Sangue del cielo“). diana-Verlag, München 2001, ISBN 3-453-17725-8.
- Sardische Vendetta. Kriminalroman („La memoria del vuoto“). List-Taschenbuch-Verlag, Berlin 2008, ISBN 978-3-548-68078-1.
- Scheol. Roman („Sheol“). List-Taschenbuchverlag, Berlin 2005, ISBN 978-3-548-68070-5.
- Die schöne Mercede und der Meisterschmied. Ein sardischer Roman („Stirpe“), übersetzt von Monika Lustig. Eichborn Verlag, Frankfurt am Main 2010, ISBN 978-3-8218-6243-9 (Die Andere Bibliothek; 318).
- Tausend Schritte. Ein Fall für Avvocato Bustianu; Roman („Sempre caro“). Diana-Verlag, München 2000, ISBN 3-453-17142-X.
- Der Tod wäscht alles rein. Roman („Dura madre“). List-Taschenbuchverlag, Berlin 2004, ISBN 3-548-60456-0.
- Zwischen den Zeiten („Nel tempo di mezzo“), Berlin : AB - Die Andere Bibliothek 2014, ISBN 978-3-8477-0353-2.

## Ehrungen
- 1997 Premio Italo Calvino für die Anthologie Nulla.
- 1998 Premio Scerbanenco für den Roman Tausend Schritte.
- 2002 Premio Fedeli für den Roman Der Tod wäscht alles rein.
- 2007 Premio Lama e trama für sein bisheriges Schaffen.